# Propodeum
El propodeum és el primer segment abdominal dels himenòpters apòcrits, (vespes, abelles i formigues). La fusió del propodeum amb el tòrax forma el mesosoma. És una gran i única esclerita, sense subdivisions i porta un parell d'espiracles. Està molt constreta en la part posterior per formar l'articulació del pecíol.